# 極東戦線異状なし!?
「極東戦線異状なし!?」(きょくとうせんせんいじょうなし／ALL QUIET ON THE FAR EASTERN FRONT !?) は、2004年6月11日に発売された、 ソウル・フラワー・ユニオンのシングル。

## 解説
「極東戦線異状なし!?」は、中川敬が珍しく具体的に楽曲で「反戦声明」するプロテスト・ソングである。歌詞の中にジョージ・W・ブッシュ元アメリカ大統領やアリエル・シャロン元イスラエル大統領が出てくる（ライヴでは、この部分が小泉純一郎、安倍晋三、石原慎太郎、胡錦濤に変わったことがある）。
シングルは、この「極東戦線異状なし!?」に9曲のライヴ曲（ニューエスト・モデルの楽曲やインスト）が加わり、メンバー曰く「超マキシ・シングル」といった趣きで、ほとんど「アルバム」である（全11曲入り）。こういった多数のライヴ曲を含んだ「超マキシ・シングル」の形態は、2007年6月27日発売の『ラヴィエベル〜人生は素晴らしい!』以降の一連のシングル・リリースに受け継がれてゆく。
当初、ライヴ会場＆通販限定で先行販売され、リクエストを経たのち、2007年9月11日に全国一般流通されている。
なお、本シングルのジャケットは、ラマ検問所のイスラエル兵に対してVサインを一時間掲げ続けたパレスチナ女性の写真である。撮影は広河隆一（DAYS JAPAN編集長）。

## 収録曲
1. 極東戦線異状なし !? ALL QUIET ON THE FAR EASTERN FRONT !?
2. インターナショナル THE INTERNATIONALE
3. ディスコ・アームド・ピース (インスト) DISCO ARMED PEACE (INST.)
4. 秋の夜長 LENGTHENING NIGHTS OF AUTUMN
5. 続・うたは自由をめざす！ ALL SONGS GO FORWARD TO FREEDOM ! (REPRISE)
6. アテルイとモレの逆襲 (インスト) REVENGE OF ATERUI & MORE (INST.)
7. デイズ DAYS
8. エンプティ・ノーション EMPTY NOTION
9. ヴェトナミーズ・ゴスペル (インスト) VIETNAMESE GOSPEL (INST.)
10. アンチェインのテーマ (インスト) THEME FROM UNCHAIN (INST.)
11. 極東戦線異状なし！？ (インスト) ALL QUIET ON THE FAR EASTERN FRONT !? (INST.)

## 備考
- M-2 革命歌「THE INTERNATIONALE」のカバー
- M-3 ニューエスト・モデルの楽曲
- M-4 ニューエスト・モデルの楽曲
- M-7 ニューエスト・モデルの楽曲
- M-8 ニューエスト・モデルの楽曲
- M-9 梅津和時のカバー